# Henryk Liefeldt
Henryk Liefeldt, né le 14 avril 1894 à Varsovie et décédé le 13 septembre 1937 dans la même ville, est un ancien ingénieur en mécanique, motoriste, constructeur et pilote automobile polonais .

## Biographie
Il débuta la compétition en 1912. Après le premier conflit mondial il ouvrit un atelier de mécanique à Varsovie avec Stefan Schiffner, également fabricant de moteurs.
Il remporta le Rallye de Pologne en 1923 et 1924 sur Austro-Daimler, puis la Course de côte des Tatras en 1927 avec le modèle ADM du constructeur. 
Il fut le premier Champion de Pologne des conducteurs en 1928, avec aussi une attribution rétroactive du titre pour l'année 1927.
Il remporta le Grand Prix international de Lvov (ou Grand Prix du Limbourg) à sa première édition en 1930, sur Austro-Daimler ADR (meilleur tour en course).
Il fut aussi membre de l'Automobile Club de son pays.

## Distinctions
- Croix d'Or dans l'Ordre du Mérite polonais, en 1937[1];
- Deuxième lauréat polonais du Prix Louis Zborowski.